# Bob Ross
Robert Norman »Bob« Ross, ameriški slikar in televizijski voditelj, * 29. oktober 1942, Daytona Beach, Florida, Združene države Amerike, † 4. julij 1995, New Smyrna Beach.

## Življenje

### Mladost
Bob Ross se je rodil v Daytona Beach na Floridi in odraščal v Orlandu. Imel je polbrata Jima, ki ga je omenil v svoji oddaji The Joy Of Painting. Ko je delal kot tesar s svojim očetom, je izgubil del levega kazalca, vendar ga to ni ustavilo pri držanju palete, ko je slikal.

### Osebno Življenje
Bob Ross je imel s svojo prvo ženo Lyndo Brown dva sinova, Boba in Stevena. Steven se je občasno pojavil v Bobovi oddaji The Joy of Painting in postal inštruktor. Zadnja epizoda 1. sezone je bila vprašanje in odgovori, kjer je Steven bral različna vprašanja, Bob Ross pa je odgovarjal.
Bob in Lynda sta se leta 1981 ločila. Bob in njegova druga žena, Jane, sta imela sina Morgana, ki je tudi postal slikar. Leta 1993 je Jane umrla zaradi raka in Bob se ni ponovno poročil.

### Vojaška kariera
Bob se je pridružil ameriškemu Vojnemu letalstvu, ko je bil star 18 let in je deloval kot medicinski tehnik. Čez čas se je povzpel do čina glavnega narednika in služil kot prvi narednik v kliniki Vojnega letalstva na Aljaski, kjer je tudi prvič videl sneg in gore, ki so pozneje postale stalna tema v njegovih delih. Hitro je izuril svojo tehniko hitrega slikanja, da je lahko ustvaril dela, ki jih je prodajal med dnevnim odmorom. Ker ga je vojska, kot je sam rekel, naredila »močnega« in »strogega«, se je odločil, da ne bo nikoli več kričal, ko bo zapustil vojsko.

### Bolezen in smrt
Bob je bil diagnosticiran z limfomom v zgodnih 1990-ih, kar ga je prisililo, da se je po zadnji epizodi svoje oddaje The Joy of Painting,  17.5.1994, upokojil. Umrl je 4. julija 1995 pri 52. letih. Pokopan je na Floridi.

## Slikarska kariera
Ko je bil Bob Ross na Aljaski, je pol dneva delal kot natakar, ko je odkril show ki se je imenoval "The Magic of Oil Painting", nemškega slikarja Billa Alexandra. Ross se je učil z Alexandrom in odkril, da lahko zasluži več s prodajanjem slik. Ross se je upokojil od vojske po 20 letih služenja.